# 梅氏月花鮨
梅氏月花鮨，又稱梅氏月花鱸，為輻鰭魚綱鱸形目鱸亞目鮨科的其中一種，分布於西太平洋的南中國海海域，棲息深度110-220公尺，體長可達8.7公分，為底棲性魚類，屬肉食性，生活習性不明。